# Seznam byzantských císařů

Byzantský císařský znak Palaiologovců – dvojhlavý orel s monogramem

Tento seznam císařů Byzantské říše zahrnuje všechny císaře, počínaje Konstantinem I. Velikým po Konstantina XI. Dragaše, rozdělené podle panovnických dynastií.

## Způsoby členění
Samotný pojem Byzantská říše je mnohem mladšího data, vznikl v době humanismu. Hledání předělu mezi starověkou východořímskou říší a středověkou byzantskou říší je tak umělé; sami obyvatelé východořímské říše považovali svůj stát až do roku 1453 za římskou říši a sami sebe, přestože zde od 6. století byla úředním jazykem řečtina, za Římany. Seznam císařů byzantské říše lze začít panovníkem ještě jednotné římské říše Konstantinem I. Velikým, císařem, který v roce 330 přesunul hlavní město římské říše na východ, do nově založené Konstantinopole. Jiné možné vymezení je:
- Valens (364–378): bitva u Adrianopole roku 378 se někdy považuje za počátek středověku
- Arcadius (395–408): rok 395 je nejčastěji zmiňované datum rozdělení římské říše na západořímskou a východořímskou říši
- Zenon (474–491): za jeho vlády roku 476 zanikla západořímská říše
- Justinus I. (518–527): první panovník dynastie Justinů
- Justinián I. (527–565): jeden z nejvýznamnějších panovníků byzantské říše, který se pokusil ovládnout území zaniklé západořímské říše
- Herakleios (610–641): nahradil tradiční římský císařský titul augustus řeckou obdobou βασιλεύς basileus

## Přehled císařů podle dynastií
| Konstantin I. Veliký (272–337), vládl 306/324–337                                                                                     | Dynastie konstantinovská                    | Dynastie konstantinovská                    |
| Constantius II. (317–361), vládl 337–361                                                                                              | Dynastie konstantinovská                    | Dynastie konstantinovská                    |
| Julianus Apostata (331–363), vládl 361–363                                                                                            | Dynastie konstantinovská                    | Dynastie konstantinovská                    |
| Jovianus (332–364), vládl 363–363 | Dynastie konstantinovská                    | Dynastie konstantinovská                    |
| Valens (328–378), vládl 364–378 | Dynastie valentinianská                     | Dynastie valentiniansko-theodosiovská       |
| Theodosius I. Veliký (346–395), vládl 379–395                                                                                         | Dynastie theodosiovská                      | Dynastie valentiniansko-theodosiovská       |
| Arcadius (Arkadios) (377–408), vládl 395–408                                                                                          | Dynastie theodosiovská                      | Dynastie valentiniansko-theodosiovská       |
| Theodosius II. (401–450), vládl 408–450                                                                                               | Dynastie theodosiovská                      | Dynastie valentiniansko-theodosiovská       |
| Marcianus (392–457), vládl 450–457 | Dynastie theodosiovská                      | Dynastie valentiniansko-theodosiovská       |
| Leon I. (401–474), vládl 457–474 | Dynastie thrácká                            | Dynastie thrácká                            |
| Leon II. (467–474), vládl 474 | Dynastie thrácká                            | Dynastie thrácká                            |
| Zenon (425–491), vládl 474–491 | Dynastie thrácká                            | Dynastie thrácká                            |
| Basiliskos (Basiliscus) (?–476), vládl 475–476, vzdorocísař                                                                           | Dynastie thrácká                            | Dynastie thrácká                            |
| Anastasius I. (Anastasios I.) (430–518), vládl 491–518                                                                                | Dynastie thrácká                            | Dynastie thrácká                            |
| Justinus I. (Justin I.) (450–527), vládl 518–527                                                                                      | Dynastie Justinů                            | Dynastie Justinů                            |
| Justinián I. (Justinianus I.) (482–565), vládl 527–565                                                                                | Dynastie Justinů                            | Dynastie Justinů                            |
| Justinus II. (Justin II.) (520–578), vládl 565–578                                                                                    | Dynastie Justinů                            | Dynastie Justinů                            |
| Tiberios II. (Tiberius II.) (540–582), vládl 578–582                                                                                  | Dynastie Justinů                            | Dynastie Justinů                            |
| Maurikios (Mauricius) (539–602), vládl 582–602                                                                                        | Dynastie Justinů                            | Dynastie Justinů                            |
| Fokas (?–610), vládl 602–610, uzurpátor                                                                                               |                                             |                                             |
| Herakleios (575–641), vládl 610–641                                                                                                   | Dynastie Herakleiovců                       | Dynastie Herakleiovců                       |
| Konstantin III. (612–641), vládl 641                                                                                                  | Dynastie Herakleiovců                       | Dynastie Herakleiovců                       |
| Heraklonas (626–641), vládl 641 | Dynastie Herakleiovců                       | Dynastie Herakleiovců                       |
| Konstans II. (630–668), vládl 641–668                                                                                                 | Dynastie Herakleiovců                       | Dynastie Herakleiovců                       |
| Konstantin IV. (cca 652–685), vládl 668–685                                                                                           | Dynastie Herakleiovců                       | Dynastie Herakleiovců                       |
| Justinián II. Rhinotmetos (668–711), první období vlády 685–695                                                                       | Dynastie Herakleiovců                       | Dynastie Herakleiovců                       |
| Leontios, vládl 695–698, uzurpátor | Dynastie Herakleiovců                       | Dynastie Herakleiovců                       |
| Tiberios III. Apsimar, vládl 698–705, uzurpátor                                                                                       | Dynastie Herakleiovců                       | Dynastie Herakleiovců                       |
| Justinián II. Rhinotmetos, druhé období vlády 705–711                                                                                 | Dynastie Herakleiovců                       | Dynastie Herakleiovců                       |
| Filippikos Bardanes, vládl 711–713, uzurpátor                                                                                         |                                             |                                             |
| Anastasios II. (?–721), vládl 713–715                                                                                                 |                                             |                                             |
| Theodosios III., vládl 715–717 |                                             |                                             |
| Leon III. Syrský (675–741), vládl 717–741                                                                                             | Dynastie syrská                             | Dynastie syrská                             |
| Konstantin V. Kopronymos (718–775), první období vlády 741                                                                            | Dynastie syrská                             | Dynastie syrská                             |
| Artabasdos, vzdorocísař, vládl 741–743                                                                                                | Dynastie syrská                             | Dynastie syrská                             |
| Konstantin V. Kopronymos, druhé období vlády 743–775                                                                                  | Dynastie syrská                             | Dynastie syrská                             |
| Leon IV. Chazar (750–780), vládl 775–780                                                                                              | Dynastie syrská                             | Dynastie syrská                             |
| Konstantin VI. (771–797), vládl 780–797                                                                                               | Dynastie syrská                             | Dynastie syrská                             |
| Irena (Eiréné) (755–803), vládla 790 a 797–802                                                                                        | Dynastie syrská                             | Dynastie syrská                             |
| Nikeforos I., vládl 802–811 |                                             |                                             |
| Staurakios, vládl 811 |                                             |                                             |
| Michael I. Rangabe, vládl 811–813 |                                             |                                             |
| Leon V. Arménský (775–820), vládl 813–820                                                                                             |                                             |                                             |
| Michael II. Amorijský (770–829), vládl 820–829                                                                                        | Dynastie amorejská                          | Dynastie amorejská                          |
| Tomáš Slovan, vzdorocísař, vládl 821–823                                                                                              | Dynastie amorejská                          | Dynastie amorejská                          |
| Theofilos (813–842), vládl 829–842 | Dynastie amorejská                          | Dynastie amorejská                          |
| Michael III. (840–867), vládl 842–867                                                                                                 | Dynastie amorejská                          | Dynastie amorejská                          |
| Basileios I. Makedonský (811–886), vládl 867–886                                                                                      | Dynastie makedonská                         | Dynastie makedonská                         |
| Leon VI. Moudrý (866–912), vládl 886–912                                                                                              | Dynastie makedonská                         | Dynastie makedonská                         |
| Alexandr (870–913), vládl 912–913 | Dynastie makedonská                         | Dynastie makedonská                         |
| Konstantin VII. Porfyrogennetos (905–959), vládl 913–959                                                                              | Dynastie makedonská                         | Dynastie makedonská                         |
| Romanos I. Lakapenos (870–948), spoluvladař 920–944                                                                                   | Dynastie makedonská                         | Dynastie makedonská                         |
| Romanos II. (939–963), vládl 959–963                                                                                                  | Dynastie makedonská                         | Dynastie makedonská                         |
| Nikeforos II. Fokas (912–969), vládl 963–969                                                                                          | Dynastie makedonská                         | Dynastie makedonská                         |
| Jan I. Tzimiskes (925–976), vládl 969–976                                                                                             | Dynastie makedonská                         | Dynastie makedonská                         |
| Basileios II. Bulgaroktonos (958–1025), vládl 976–1025                                                                                | Dynastie makedonská                         | Dynastie makedonská                         |
| Konstantin VIII. (960–1028), vládl 976/1025–1028                                                                                      | Dynastie makedonská                         | Dynastie makedonská                         |
| Romanos III. Argyros (968–1034), vládl 1028–1034                                                                                      | Dynastie makedonská                         | Dynastie makedonská                         |
| Michael IV. Paflagoňan (1010–1041), vládl 1034–1041                                                                                   | Dynastie makedonská                         | Dynastie makedonská                         |
| Michael V. Kalafates (1015–1042), vládl 1041–1042                                                                                     | Dynastie makedonská                         | Dynastie makedonská                         |
| císařovna Zoe (978–1050), regentka 1028–1050                                                                                          | Dynastie makedonská                         | Dynastie makedonská                         |
| Zoe a Theodora spoluvládly 1042 | Dynastie makedonská                         | Dynastie makedonská                         |
| Konstantin IX. Monomachos (1000–1055), vládl 1042–1055                                                                                | Dynastie makedonská                         | Dynastie makedonská                         |
| Georgios Maniakes, vzdorocísař, vládl 1042–1043                                                                                       | Dynastie makedonská                         | Dynastie makedonská                         |
| Theodora (980–1056), druhé období vlády 1055–1056                                                                                     | Dynastie makedonská                         | Dynastie makedonská                         |
| Michael VI. Stratiotikos, vládl 1056–1057                                                                                             |                                             |                                             |
| Izák I. Komnenos (1007–1060), vládl 1057–1059                                                                                         | Rod Komnenovců                              | Dynastie dukovsko-komnenovská               |
| Konstantin X. Dukas (1006–1067), vládl 1059–1067                                                                                      | Dynastie Duků                               | Dynastie dukovsko-komnenovská               |
| Romanos IV. Diogenes (1032–1072), vládl 1068–1071                                                                                     | Dynastie Duků                               | Dynastie dukovsko-komnenovská               |
| Michael VII. Dukas (1050–1090), vládl 1067–1078                                                                                       | Dynastie Duků                               | Dynastie dukovsko-komnenovská               |
| Nikeforos III. Botaneiates (1001–1081), vládl 1078–1081                                                                               |                                             | Dynastie dukovsko-komnenovská               |
| Alexios I. Komnenos (1057–1118), vládl 1081–1118                                                                                      | Dynastie Komnenovců                         | Dynastie dukovsko-komnenovská               |
| Jan II. Komnenos (1087–1143), vládl 1118–1143                                                                                         | Dynastie Komnenovců                         | Dynastie dukovsko-komnenovská               |
| Manuel I. Komnenos (1118–1180), vládl 1143–1180                                                                                       | Dynastie Komnenovců                         | Dynastie dukovsko-komnenovská               |
| Alexios II. Komnenos (1169–1183), vládl 1180–1183                                                                                     | Dynastie Komnenovců                         | Dynastie dukovsko-komnenovská               |
| Andronikos I. Komnenos (1118–1185), vládl 1183–1185                                                                                   | Dynastie Komnenovců                         | Dynastie dukovsko-komnenovská               |
| Izák II. Angelos (1156–1204), první období vlády 1185–1195                                                                            | Dynastie Angelovců                          | Dynastie Angelovců                          |
| Alexios III. Angelos (1153–1211), vládl 1195–1203                                                                                     | Dynastie Angelovců                          | Dynastie Angelovců                          |
| Alexios IV. Angelos (1182–1204), první období vlády 1203–1204                                                                         | Dynastie Angelovců                          | Dynastie Angelovců                          |
| Izák II. Angelos a Alexios IV. Angelos, druhé období vlády 1203–1204                                                                  | Dynastie Angelovců                          | Dynastie Angelovců                          |
| Alexios V. Dukas Murtzuflos (1140–1204), vládl 1204                                                                                   | Dynastie Angelovců                          | Dynastie Angelovců                          |
| Theodoros I. Laskaris (1174–1222), vládl 1204–1222                                                                                    | Dynastie Laskaridů (exilová vláda v Nikaji) | Dynastie Laskaridů (exilová vláda v Nikaji) |
| Jan III. Dukas Vatatzés (1192–1254), vládl 1222–1254                                                                                  | Dynastie Laskaridů (exilová vláda v Nikaji) | Dynastie Laskaridů (exilová vláda v Nikaji) |
| Theodóros II. Laskaris (1221–1258), vládl 1254–1258                                                                                   | Dynastie Laskaridů (exilová vláda v Nikaji) | Dynastie Laskaridů (exilová vláda v Nikaji) |
| Jan IV. Dukas Laskaris (1250– 1305), vládl 1258–1261                                                                                  | Dynastie Laskaridů (exilová vláda v Nikaji) | Dynastie Laskaridů (exilová vláda v Nikaji) |
| Michael VIII. Palaiologos (1224–1282), vládl 1259/1261–1282, v letech 1259–1261 ještě v nikajském císařství jako spoluvladař Jana IV. | Dynastie Palaiologovců                      | Dynastie Palaiologovců                      |
| Andronikos II. Palaiologos (1258–1332), vládl 1282–1328                                                                               | Dynastie Palaiologovců                      | Dynastie Palaiologovců                      |
| Michael IX. Palaiologos, de facto spoluvladař 1295–1320                                                                               | Dynastie Palaiologovců                      | Dynastie Palaiologovců                      |
| Andronikos III. Palaiologos (1297–1341), vládl 1328–1341                                                                              | Dynastie Palaiologovců                      | Dynastie Palaiologovců                      |
| Jan V. Palaiologos (1332–1391), vládl 1341–1391                                                                                       | Dynastie Palaiologovců                      | Dynastie Palaiologovců                      |
| Jan VI. Kantakuzenos (1295–1383), regent 1341–1347, spoluvladař 1347–1355                                                             | Dynastie Palaiologovců                      | Dynastie Palaiologovců                      |
| Andronikos IV. Palaiologos (1348–1385), vzdorocísař 1376–1379                                                                         | Dynastie Palaiologovců                      | Dynastie Palaiologovců                      |
| Jan VII. Palaiologos (1370–1408), první období vlády jako vzdorocísař 1390                                                            | Dynastie Palaiologovců                      | Dynastie Palaiologovců                      |
| Manuel II. Palaiologos (1350–1425), vládl 1391–1425                                                                                   | Dynastie Palaiologovců                      | Dynastie Palaiologovců                      |
| Jan VII. Palaiologos, druhé období vlády jako spoluvladař 1399–1402 (a 1408 v Soluni)                                                 | Dynastie Palaiologovců                      | Dynastie Palaiologovců                      |
| Jan VIII. Palaiologos (1392–1448), vládl 1425–1448                                                                                    | Dynastie Palaiologovců                      | Dynastie Palaiologovců                      |
| Konstantin XI. Dragases Palaiologos (1405–1453), vládl 1449–1453, poslední byzantský císař                                            | Dynastie Palaiologovců                      | Dynastie Palaiologovců                      |